# The Awakening of a Man
The Awakening of a Man è un cortometraggio muto del 1913 diretto da George Lessey. Sceneggiato da Bannister Merwin e prodotto dalla Edison, aveva come interpreti Ben F. Wilson, Charles Ogle, Dan Mason, William West, Robert Tucker, May Abbey, Robert Emmett Tansey.

## Trama
Le cose vanno molto male per lo studio Wentworth e Sons. Il volume d'affari sta diminuendo, i creditori sono alla porta e un terribile incendio distrugge i magazzini. Richard, che ha preso il posto di suo padre e si è trovato a gestire questa situazione drammatica non trova di meglio che chiedere aiuto al futuro suocero. Durante la loro conversazione, la fidanzata di Richard ascolta inosservata: scioccata dalla debolezza del fidanzato, gli restituisce l'anello. Quella notte, in un momento di sconforto, Richard decide di mettere fine ai propri problemi con un colpo di pistola. Mentre sta per mettere fine alla propria vita, il suo occhio cade sui ritratti di famiglia. Mentre guarda, le immagini svaniscono e lui vede una capanna di tronchi assediata dai selvaggi. Il vecchio puritano, benché ferito, riesce a bloccare la porta ormai senza chiavistello resistendo così fino all'arrivo dei soccorsi. Adesso Richard vede un corriere che, dopo avere attraversato le linee britanniche, consegna un messaggio a Washington, crollando poi a terra svenuto. Le immagini svaniscono. Richard guarda di nuovo i ritratti di suo padre e di suo nonno. Ripensa ai momenti della loro vita in cui tutto sembrava buio, cupo e senza speranza e di come invece abbiano reagito costruendosi un nuovo destino.

Per molto tempo Richard rimane seduto a pensare. Alla fine si alza ed è un uomo nuovo, forte e dallo sguardo deciso. Il vecchio servo di famiglia lo osserva con gioia quando Richard, eretto e impavido, gli passa avanti per andare a combattere la sua battaglia che lo porterà anche a riconquistare l'amore della ragazza che ha perso.

## Produzione
Il film fu prodotto dalla Edison Company.

## Distribuzione
Distribuito dalla General Film Company, il film - un cortometraggio in due bobine - uscì nelle sale cinematografiche statunitensi il 5 settembre 1913.